# هونوریوس چهارم

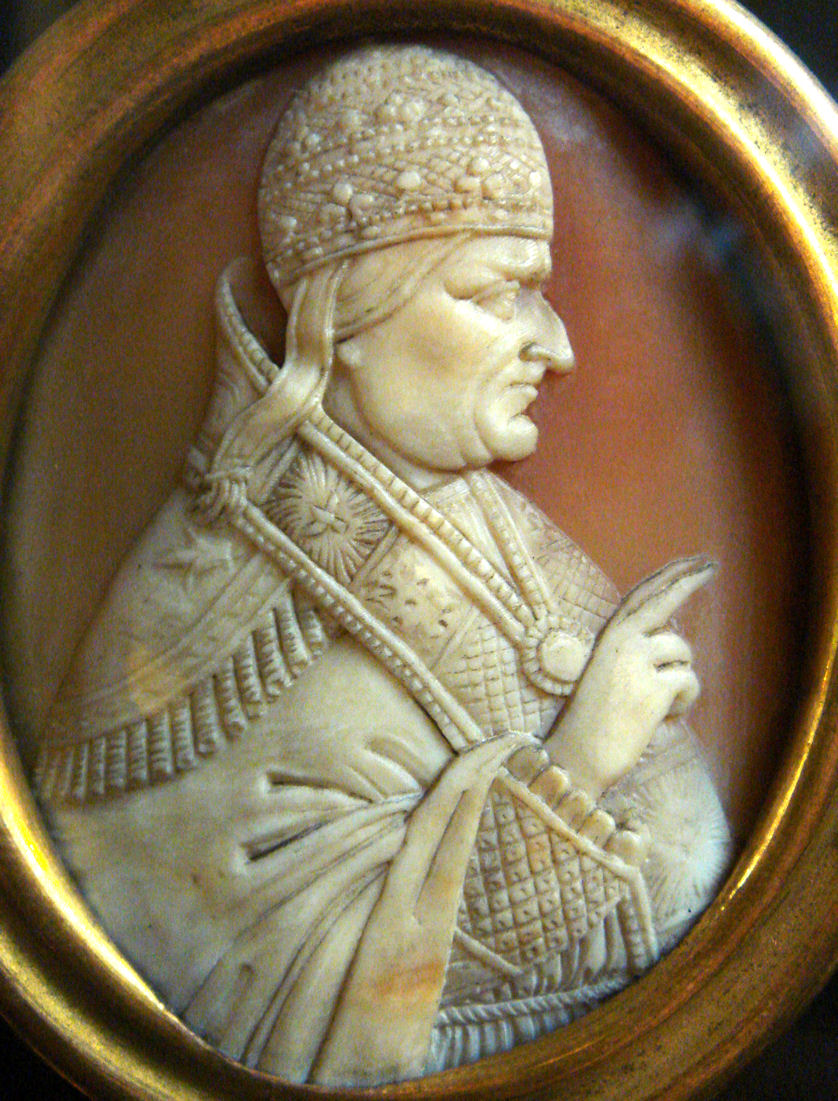

پاپ هونوریوس چهارم (به انگلیسی: Honorius IV) ( تولد ۱۲۱۰ - درگذشت ۳ آوریل ۱۲۸۷ ) یکی از پاپ‌های کلیسای کاتولیک رم بود که در رم به دنیا آمد و از ۱۲۸۵ تا ۱۲۸۷ میلادی پاپ بود.